# Friedrich Wieck
Johann Gottlob Friedrich Wieck (født 18. august 1785 i Pretzsch, nu en bydel i Bad Schmiedeberg ved Wittenberg, død 6. oktober 1873 i Loschwitz ved Dresden) var en tysk musiker, musikpædagog og musikkritiker. Han regnes som en af de mest betydningsfulde musikpædagoger i det tysksprogede område i første halvdel af 1800-tallet.
Blandt hans berømte elever kan nævnes hans egne døtre Clara og Marie Wieck, samt Hans von Bülow og Robert Schumann. Schumann giftede sig senere med Clara Wieck, mod Friedrich Wiecks ønske.